# Radegast Parolek
Radegast Parolek (1. prosince 1920 Podolí – 15. září 2019 Praha) byl vysokoškolský pedagog, rusista, baltista, překladatel z litevštiny a lotyštiny a autor několika prací o ruské literatuře a literatuře Pobaltí. Zasloužil se o obnovení kabinetu baltistiky Ústavu východoevropské slavistiky ČSAV.

## Životopis
Radegast se narodil jako nejstarší ze tří dětí legionáře Františka Parolka a jeho litevské manželky Dagmar Salmiņšové v tehdejším pražském předměstí Podolí v legionářské kolonii v Lopatecké ulici. Po smrti obou rodičů byli sourozenci vychováváni v rodině pěstouna, štábního kapitána Vaňka. Po absolutoriu měšťanské školy v Podolí odešel studovat na střední školu Atheneum, kde složil maturitu. Po uzavření vysokých škol v roce 1939 nemohl nastoupit k vysokoškolskému studiu, proto absolvoval kurs na  obchodní akademii v Resslově ulici a nastoupil jako referent do továrny na laky ve Vysočanech, kde přečkal druhou světovou válku.
Roku 1945 nastoupil jako dramaturg a lektor do divadla v Ústí nad Labem, a zároveň na studia české a ruské literatury Filozofickou fakultu Univerzity Karlovy, navštěvoval semináře Bohumila Mathesia a Jana Mukařovského. V roce 1947 obdržel čtyřleté stipendium na filologii a rusistiku na filozoficko-historickou fakultu univerzity do Leningradu, kde tři čeští stipendisté založili seminář bohemistiky. Mezi vyučujícími ještě před politickými čistkami zastihli éru ruských strukturalistů, jako byli Viktor Šklovskij a Jurij Lotman, a docenta Tomaševského, katedru vedla docentka Jakubinská. V roce 1951 obhájil disertační práci o ruské literární kritice a v říjnu toho roku se vrátil do Československa. Po krátké epizodě v redakci Tvorby nastoupil znovu na filozofickou fakultu k profesoru Mukařovskému, kde se specializoval na klasickou ruskou literaturu a literatury malých národů Ruského impéria. Habilitoval se roku 1963 prací K typologii ruského realismu (1861–1917) a v roce 1968 získal profesuru.  Publikoval několik monografií, antologií, řadu literárních studií v časopsech (např. Donum Balticum ve Stockholmu) a doslovů ke knihám jiných autorů.
Byl držitelem nejvyššího lotyšského státního vyznamenání Řádu tří hvězd ve stupni komandér (1997).
Zemřel roku 2019 a byl pohřben na Butovickém hřbitově.

## Rodina
Jeho pradědeček Parolec byl francouzského původu, přišel na Moravu s Napoleonovým vojskem, prchajícím z Ruska. Jeho otec František Parolek (1877–1926) pocházel ze Starých Hutí na Uherskohradišťsku, byl nedostudovaný malíř, archivář, básník, esejista a ruský legionář. Matka Dagmar Salmiņšová († 1928) byla dcerou litevského sládka, pocházela z Rigy a otec se s ní seznámil v legiích, oženil se s ní na Sibiři v Irkutsku, přivezl ji z legií. Radegast se narodil jako nejstarší ze tří dětí v Podolí v legionářské kolonii v Lopatecké ulici. V šesti letech mu na tuberkulózu zemřel otec a v osmi letech matka, která se TBC nakazila od otce. Měl mladší sourozence Mojmíra a Dagmar. Vyrůstali pod vedením pěstouna, štábního kapitána a legionáře Vaňka. Letní prázdniny sourozenci prožívali v Krnsku, kde vojáci vybudovali skautský tábor. 

## Dílo

### Monografie
- Fjodor Michajlovič Dostojevskij, Praha : Orbis, 1964
- Radegast Parolek, Jiří Honzíkː Ruská klasická literatura 1789-1917. Praha ː Svoboda 1977
- Srovnávací dějiny baltických literatur : od nejstarších dob do současnosti. Praha ː Acta Universitatis Carolinae - Philologica Monographia 71/1978
- Milan Hrala, Radegast Parolek, Ladislav Zadražilː Historické a internacionální aspekty uměleckého překladu. Praha 1983
- Radegast Parolek, Tomáš LaněːNástin literatur Střední Asie a Sibiře. Praha ː Melantrich 1995
- Litevská literatura, vývoj a tvůrčí osobnosti.  Praha ː FFUK Bohemika  1996
- Lotyšská literatura, vývoj a tvůrčí osobnosti.  Praha ː FFUK Bohemika  2000
- Česká ilegální tetralogie (1940-1990). E–kniha/ CD-ROM, Praha 2006
- Kruté i krásné dvacáté století, memoárová mozaika v pěti dílech. Praha ː Academia 2013

### Antologie
- Hrdinové sovětské vesnice. Spoluautorka Jana Štefánková. Praha ː Orbis 1953
- Kavkaz básníků a bájí, výbor z arménské, gruzínské a ruské literatury. Uspořádal, rozpravy o literatuře a vysvětlivky napsal Radegast Parolek. Praha ː Albatros 1979
- Nádherné stromy lásky, z milostné poezie baltických básnířek, Praha : Lidové nakladatelství, 1988
- Zlatý fond baltických literatur. Praha ː FFUK, Bohemika 2006

### Překlady z litevštiny
- Slunce v jantaru, deset litevských básníků, přeložili Radegast Parolek a Michal Černík, Prahaː Československý spisovatel 1982
- Eduardas Mieželaitis: Ikarův stín, Praha ː Československý spisovatel 1986

### Překlady z lotyštiny
- Anna Baugová: Tři dobré věcí
- Jánis Rainis: Daleké ozvěny. Praha ː Mladá fronta 1982
- Kārlis Skalbe: Jak jsem plul ke královně Severu. Praha ː Svoboda 1983
- Andrejs Pumpurs: Souboj nad propastí aneb Hrdinský příběh o lotyšském silákovi Láčplésisovi a jeho moudré nevěstě, sličné Laimdotě. Převyprávění umělého eposu. Praha ː Albatros 1987
- Les duší. Antologie lotyšské poezie 19. a 20. století. Sestavil, přeložil a předmluvou opatřil Radegast Parolek, Prahaː FFUK Bohemika 2001

### Překlady z ruštiny
- Ivan Sergejevič Turgeněvː Lovcovy zápisky. 2. vydání Praha ː Odeon 1972